# Antique (Philippines)
Pour les articles homonymes, voir Antique.
La province d'Antique est une province du centre des Philippines faisant partie de la région VI ou Visayas occidentales. Elle est essentiellement formée de la côte occidentale de l'île de Panay et des îles Caluya, au nord-ouest.

## Villes et municipalités
Municipalités
- Anini-y
- Barbaza
- Belison
- Bugasong
- Caluya
- Culasi
- Hamtic
- Laua-an
- Libertad
- Pandan
- Patnongon
- San Jose
- San Remigio
- Sebaste
- Sibalom
- Tibiao
- Tobias Fornier
- Valderrama